# Narcissus hispanicus
Narcissus hispanicus és una espècie de planta bulbosa que pertany a la família de les amaril·lidàcies. Es distribueix pel sud de França i la península Ibèrica.

## Descripció
És una planta perenne i bulbosa, un narcís clàssic, amb grans flors. Les flors tenen fins a 10 cm d'ample, les fulles tortes, i la corona cremada. Es tracta d'una planta de jardí molt popular.

## Taxonomia
Narcissus hispanicus, va ser descrita per Antoine Gouan i publicat a Ill. Observ. Bot.: 23 (1773).
Etimologia
Narcissus nom genèric que fa referència del jove narcisista de la mitologia grega Νάρκισσος (Narkissos) fill del déu riu Cefís i de la nimfa Liríope; que es distingia per la seva bellesa.
El nom deriva de la paraula grega: ναρκὰο, narkào (= narcòtic) i es refereix a l'olor penetrant i embriagant de les flors d'algunes espècies (alguns sostenen que la paraula deriva de la paraula persa نرگس i que es pronuncia Nargis, que indica que aquesta planta és embriagadora).
hispanicus: epítet geogràfic que al·ludeix a la seva localització a Hispània.
Subespècies reconegudes
- Narcissus hispanicus subsp. hispanicus
- Narcissus hispanicus subsp. eugeniae (Fern.Casas) M.Salmon, Gen. Narcissus: 261 (2017).[2]

Sinonímia
Sinònims de Narcissus hispanicus:
- Narcissus propinquus Salisb., Prodr. Stirp. Chap. Allerton: 221 (1796), nom. superfl.
- Narcissus moschatus var. flavus DC. in J.B.A.M.de Lamarck & A.P.de Candolle, Fl. Franç., éd. 3, 6: 320 (1815).
- Ajax propinquus Haw., Suppl. Pl. Succ.: 116 (1819), nom. superfl.
- Moskerion hispanicum (Gouan) Raf., Fl. Tellur. 4: 21 (1838).
- Ajax hispanicus (Gouan) M.Roem., Fam. Nat. Syn. Monogr. 4: 200 (1847).
- Ajax lacinularis Salisb., Gen. Pl.: 99 (1866), nom. superfl.
- Narcissus major var. propinquus H.R.Wehrh., Gartenstauden 1: 200 (1929).
- Narcissus hispanicus var. propinquus Pugsley, J. Roy. Hort. Soc. 58: 51 (1933), not validly publ.